# Gonomyia phoracantha
Gonomyia phoracantha là một loài ruồi trong họ Limoniidae. Chúng phân bố ở miền Ấn Độ - Mã Lai.